# Птиче мляко
Птичето мляко е секрет, отделян от някои птици, за да хранят малките си. Характерно е за членовете на семейството на гълъбите, папагалите, фламингите и някои пингвини. При гълъбите „млякото“ се отделя от клетките на гушата, а при фламингото и пингвините тази секреция се отделя от специфични жлези на хранопровода и стомаха.
По време на размножителния сезон епителът на стените на гушата при женските и мъжките от тези птици произвежда подхранваща течност, като пилетата, хранени с нея, бързо набират тегло през първите дни след излюпването. С течение на времето родителите хранят малките си и с друга храна, като постепенно престават да отделят мляко.
Храненето на птиците с птиче мляко е най-изучено при гълъбите. Гушата се характеризира с развита система от кръвоносни съдове. Под влияние на циркулацията на кръвта вътрешните жлези на гушата започват да секретират белезникава сиренеподобна маса, като това е свързано със снасянето на яйцата и започване на мътенето.
Въпреки името си, птичето мляко няма нищо общо с млякото от бозайници или неговите съставки. Птичето мляко съдържа голямо количество мазнини и протеини, но за разлика от истинското мляко от бозайници, то не съдържа въглехидрати, лактоза и калций.